# Domenico Lo Faso Pietrasanta
Domenico Lo Faso Pietrasanta, Duca di Serradifalco (Palermo, 21 febbraio 1783 – Firenze, 15 febbraio 1863), è stato un architetto, archeologo, letterato e politico italiano, presidente della Camera dei Pari del Regno di Sicilia.

## Biografia
Letterato, architetto, studioso dell'archeologia e dell'architettura siciliana,  scrisse diverse opere sui monumenti antichi e medievali della Sicilia.

Studiò architettura e archeologia a Milano. Allievo di Luigi Cagnola, da lui sviluppa un profondo interesse per l’architettura palladiana e per le antichità. Tutto ciò caratterizzerà la sua ricerca e il suo operato anche verso stili neoclassici. Alla morte del padre nel 1809 ricevette l'investitura dei titoli e tutti i possedimenti, tra cui il palazzo di famiglia in piazza Pretoria a Palermo, di cui curò il restauro, oggi Palazzo Bonocore, dove è ancora visibile, nella facciata, lo stemma del Ducato di Serradifalco. Come architetto realizzerà poche opere a Palermo, tra queste, il Teatrino della Musica al Foro Borbonico (oggi Foro Italico) in collaborazione con Carlo Giachery e il parco dell'Olivuzza con i due edifici.
Fu nominato presidente della Commissione di antichità e belle arti e fu chiamato dai Savoia al Senato del Regno d'Italia. Eseguirà scavi e restauri nei principali siti archeologici siciliani: Segesta, Selinunte, Agrigento, Siracusa, Taormina e di tutti pubblicò ampie relazioni corredate di tavole con rilievi e raffigurazioni di alto livello tuttora utilissime. Diresse l'opera "Le antichità della Sicilia esposte e illustrate", in più volumi, pubblicati e stampati a Palermo tra il 1834 e il 1842.
Dopo il ritorno dei Borbone in Sicilia, dovette andare in esilio a Firenze quale esule politico antiborbonico e indipendentista. Morì a Firenze il 15 febbraio 1863. Le sue ceneri riposano nel monumento a lui dedicato nella Chiesa di San Domenico a Palermo (Pantheon dei siciliani illustri). Lasciò come erede la figlia Giulietta, che fu Marchesa di Torrearsa in quanto sposa di Vincenzo Fardella di Torrearsa.
Un suo ritratto è conservato presso la Biblioteca Comunale di Palermo.
Nella chiesa di San Domenico a Palermo, gli è dedicato un monumento dello scultore Benedetto De Lisi recante l'iscrizione seguente:
Domenico Lo Faso e Pietrasanta Duca di Serradifalco

con la mente con le avite dovizie le lettere le arti siciliane promosse

incorando per benefici la gioventù al sapere

Presidente della Commissione di Antichità

i vetusti tesori di civiltà greca e normanna studiò e dottamente descrisse

della Camera de' Pari del Siciliano Parlamento alla riscossa del 1848

la Corona del Regno ad un Principe di Casa Sabauda gli fu commesso offerire

al ritorno della borbonica dinastia patì l'esilio

rivide la terra natìa non pur anco redenta

e pio caritatevole ne divise i dolori

ma poi mirò l'Italia risorta per sempre a più bello avvenire

nacque in Palermo il 21 febbraio 1783 morì in Firenze il 15 febbraio 1863 desiderato e rimpianto

la riconoscente figlia Giulietta i cari avanzi in questo monumento raccolse.

## Principali progetti a Palermo

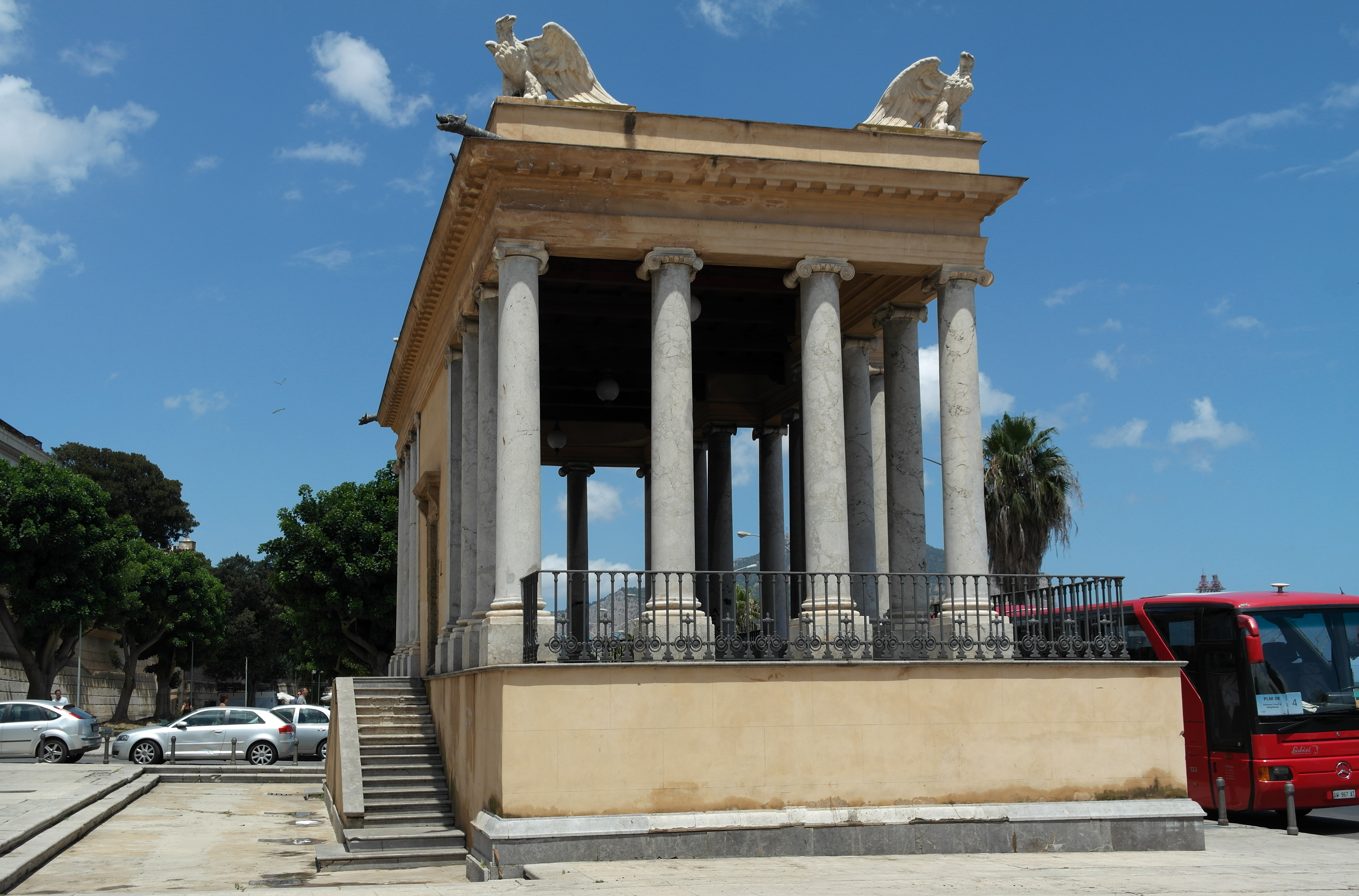
Palchetto della musica

- Palazzo nel Real Foro Borbonico (oggi Foro Italico);
- Progetto per il prospetto del Palazzo delle Finanze;
- Teatrino della musica nel Foro Borbonico, in collaborazione con Carlo Giachery (1844).

## I suoi scritti
- Illustrazione di un antico vaso fittile, Palermo 1830;
- Cenni su gli avanzi dell'antica Solunto, Palermo 1831;
- Le Antichità di Sicilia esposte ed illustrate, Palermo 1834-42 online Archiviato il 3 marzo 2016 in Internet Archive.;
- Del Duomo di Monreale e di altre chiese siculo-normanne: ragionamenti tre, Palermo 1838;
- Sulla reliquia del cuore di San Luigi: memoria di Domenico Lo Faso Pietrasanta, Palermo 1843;
- Vedute pittoriche degli antichi monumenti della Sicilia  su disegni del Duca di Serradifalco, Palermo 1843;
- Dell'Architettura Gotica, 1847.